# Chavignon
Chavignon település Franciaországban, Aisne megyében. Lakosainak száma 852 fő (2022. január 1.). Chavignon Aizy-Jouy, Chaillevois, Merlieux-et-Fouquerolles, Royaucourt-et-Chailvet, Urcel, Vaudesson és Pargny-et-Filain községekkel határos.

## Népesség
A település népességének változása:
| Lakosok száma | 584  | 629  | 769  | 742  | 797  | 815  | 818  | 829  | 835  | 852  |
|               | 1968 | 1982 | 1990 | 2006 | 2013 | 2015 | 2017 | 2019 | 2020 | 2022 |